# Обероттербах
О́беро́ттербах (нем. Oberotterbach) — община в Германии, в земле Рейнланд-Пфальц. 
Входит в состав района Южный Вайнштрассе. Подчиняется управлению Бад Бергцаберн. Население составляет 1184 человека (на 31 декабря 2010 года). Занимает площадь 15,37 км².